# پلاتسمووته (نبراسکا)
پلاتسمووته(به انگلیسی: Plattsmouth) شهری در ایالت نبراسکا کشور ایالات متحده آمریکا است که جمعیت آن در سرشماری سال ۲۰۱۰ میلادی، ۶٬۵۰۲ نفر بوده‌است.